# Sharyn Moffett
Patricia Sharyn Moffett (* 12. September 1936 in Alameda, Kalifornien; † 23. Dezember 2021 in Pittsburgh, Pennsylvania) war eine US-amerikanische Schauspielerin. Sie war in den 1940er-Jahren als Kinderstar aktiv.

## Leben
Moffett wurde in Alameda geboren und stammt aus einer Künstlerfamilie, ihr Vater Bob Moffett arbeitete als Sänger und ihre Mutter Gladyce Roberts als Tänzerin. Ihr jüngerer Bruder ist der ehemalige Kinderdarsteller Gregory Moffett. Die Eltern zogen Anfang der 1940er-Jahre mit ihren Kindern nach Los Angeles und brachten diese im Filmgeschäft unter. Angeblich soll Sharyn Moffett bereits 1942 in einem Kurzfilm mit den The Three Stooges aufgetreten sein, eine eindeutige Bestätigung dafür steht aber aus.
Im Alter von acht Jahren gab sie ihr offizielles Filmdebüt in ihrer ersten nennenswerten Rolle in dem Film My Pal Wolf. Hier spielte sie unter der Regie von Alfred L. Werker die Hauptrolle der Gretchen Anstey. Unter Vertrag bei RKO Pictures, spielte Moffett in den folgenden Jahren teils größere Filmrollen. 1945 übernahm sie an der Seite von Boris Karloff und Bela Lugosi die Rolle der Georgina Marsh in dem Horrorfilm Der Leichendieb. Drei Jahre später spielte sie die Tochter von Cary Grant und Myrna Loy in der Filmkomödie Nur meiner Frau zuliebe. 1951 drehte sie mit Her First Romance ihren letzten Film. Lediglich in der Fernsehserie Fireside Theatre konnte man Moffett noch einmal im Jahr 1955 sehen. Wie bei den meisten Kinderstars beendete das Erwachsenenalter die Schauspielkarriere von Moffett.
Gemeinsam mit ihrem Ehemann James Forrester wirkte Moffett über 50 Jahre als Geistliche, zudem war sie in der Jugendeinrichtung Big Sisters tätig. Im Rentenalter erwarb sie einen Masterabschluss in Kirchengeschichte von der Trinity Episcopal School for Ministry. Die Mutter von drei Kindern starb im Dezember 2021 im Alter von 85 Jahren.

## Filmografie
- 1944: My Pal Wolf
- 1945: Der Leichendieb (The Body Snatcher)
- 1945: The Falcon in San Francisco
- 1946: A Boy, a Girl and a Dog
- 1946: Child of Divorce
- 1946: The Locket
- 1947: Banjo
- 1947: My Pal (Kurzfilm)
- 1947: The Judge Steps Out
- 1948: Pal’s Adventure (Kurzfilm)
- 1948: Nur meiner Frau zuliebe (Mr. Blandings Builds His Dream House)
- 1948: Rusty Leads the Way
- 1951: Her First Romance
- 1955: Fireside Theatre (Fernsehserie, 1 Folge)